# Zahidé Machado Neto
Zahidé Machado Neto (Salvador, 1 de agosto de 1931 – 17 de março de 1983) foi uma socióloga, pesquisadora e professora universitária brasileira. 
Professora da Universidade Federal da Bahia (UFBA), foi pioneira nos estudos feministas, sobre a mulher e a condição feminina na Bahia, com especial atenção a temas relacionados ao trabalho e à família. Lecionou a primeira disciplina feminista da UFBA, intitulada "Sociologia da Família e das Relações entre os sexos" (1974). 
Foi casada com o jurista, sociólogo, filósofo, professor e advogado baiano, Antônio Luís Machado Neto.

## Biografia
Zahidé nasceu em Salvador, em 1931, filha do comerciante Emílio Torres Timótio e da farmacêutica Noélia de Vinhaes Torres. Seu irmão mais novo era o médico veterinário Geraldo Cezar de Vilháes Torres (1935-2018), um dos maiores veterinários baianos.
Zahidé começou sua carreira no curso de direito da Universidade Federal da Bahia (UFBA), onde se formou em 1955. Licenciou-se em Ciências Sociais pela mesma instituição em 1959. Na Universidade de Brasília (UNB), ingressou na pós-graduação e obteve o título de mestre em Ciências Humanas em 1969, com a dissertação Estrutura Social dos Dois Nordestes na Obra Literária de José Lins do Rêgo (1971), que se tornaria um livro de mesmo nome.
No Instituto Central de Ciências Humanas da Universidade de Brasília, Zahidé ministrou as disciplinas de Sociologia e Sociologia Criminal como professora auxiliar, entre os anos de 1962 e 1965. Foi professora assistente departamento de Sociologia da Faculdade de Ciências Humanas da UFBA entre 1970 a 1972, se tornando professora adjunta por concurso no mesmo departamento. Na Universidade Católica de Salvador (UCSAL), entre 1967 e 1968, foi professora convidada e regente do curso de Sociologia para a área de ciências humanas.

## Carreira
Logo após concluir o mestrado, tornou-se docente do Programa de Pós-Graduação em Ciências Sociais, com concentração em Sociologia, em 1970. Entre 1969 e 1973, foi coordenadora do colegiado do curso de Ciências Sociais da mesma instituição. Entre 1969 e 1970, Zahidé foi assessora e técnica da comissão de implantação da reforma universitária na UFBA, posteriormente tendo sido a elaboradora e responsável pela implantação do novo currículo do curso de Ciências Sociais da universidade.
Sob a orientação da professora Eva Alterman Blay, socióloga, professora e, posteriormente, senadora pelo estado de São Paulo, Zahidé iniciou o doutorado em 1979, pela Universidade de São Paulo. Seu projeto de qualificação era intitulado Mulher: estrutura de existência e de sobrevivência. Casada com o também professor da UFBA, jurista, sociólogo, filósofo e advogado, Antônio Luís Machado Neto, compartilhou vários trabalhos, livros e co-autorias, além de coordenação conjunta de grupos de estudos e pesquisas. Antônio morreu em 1977.

## Feminismo
Uma das áreas em que Zahidé mais se destaca é nos estudos feministas. Seu primeiro trabalho sobre a relação entre a mulher e o mercado de trabalho na profissão de professora primária é de 1968. Ministrou o pioneiro curso "Sociologia da Família e Relações Entre os Sexos", na Universidade Federal da Bahia, em 1975. Foi membro do grupo de trabalho "Mulher e força de trabalho" Associação Nacional de Pesquisa e Pós–graduação em Ciências Sociais (ANPOCS). Foi coordenadora do projeto "A família na Bahia no século XIX: status da mulher" e professora convidada do "Seminário sobre Mulher, Trabalho e Ideologia", da Universidade de Paris, em 1981. Em conjunto com sua então orientanda Luzinete Simões Minella (hoje professora da Universidade Federal de Santa Catarina), Zahidé publicou o artigo “Mulher, trabalho e discriminação, estudo piloto em Salvador", fruto dos trabalhos feitos no seminário em Paris.
Nos Cadernos de Pesquisa da Fundação Carlos Chagas, em 1982, Zahidé publicou um de seus mais influentes artigos, "Meninos Trabalhadores", sobre o trabalho infantil em Salvador. Esteve intimamente ligada a diversos setores da educação, como a implantação da Faculdade de Educação de Feira de Santana e a comissão de planejamento da Universidade do Sul do Estado da Bahia que se tornaria a Universidade Estadual de Santa Cruz (UESC).
No Simpósio Mexicano no Centroamericano de Investigaciones sobre la Mujer, realizado em 1977, ministrou a palestra “Mulher e Trabalho: um estudo de caso com mulheres faveladas no Brasil”. Foi a representante da Bahia e do Brasil no Seminário Latino Americano de Programação de Estudos sobre a Mulher, patrocinado pela UNESCO, CNPq e Núcleo de Estudos da Mulher, da Pontifícia Universidade Católica do Rio de Janeiro em novembro de 1981.

## Morte
Zahidé morreu prematuramente no dia 17 de março de 1983, aos 51 anos, depois de sofrer um acidente de carro, na época do Carnaval. Seu trabalho no doutorado foi interrompido pouco antes da defesa. Em sua homenagem, o Centro de Documentação, Informação e Memória do Núcleo de Estudos Interdisciplinares sobre a Mulher, da UFBA, leva seu nome. Em Salvador, no bairro Itaigara, a rua Professora Zahidé Machado Neto também é em sua homenagem.